# نعم (يهر)

تعديل مصدري - تعديل

نعم هي إحدى قرى عزلة يهر بمديرية يهر التابعة لمحافظة لحج، بلغ تعداد سكانها 98 نسمة حسب تعداد اليمن لعام 2004.